# Mosheim (Tennessee)
Mosheim es un pueblo ubicado en el condado de Greene en el estado estadounidense de Tennessee. En el Censo de 2010 tenía una población de 2.362 habitantes y una densidad poblacional de 148,87 personas por km².

## Geografía
Mosheim se encuentra ubicado en las coordenadas 36°11′44″N 82°57′54″O / 36.19556, -82.96500. Según la Oficina del Censo de los Estados Unidos, Mosheim tiene una superficie total de 15.87 km², de la cual 15.87 km² corresponden a tierra firme y (0%) 0 km² es agua.

## Demografía
Según el censo de 2010, había 2.362 personas residiendo en Mosheim. La densidad de población era de 148,87 hab./km². De los 2.362 habitantes, Mosheim estaba compuesto por el 96.7% blancos, el 0.72% eran afroamericanos, el 0.04% eran amerindios, el 0.17% eran asiáticos, el 0% eran isleños del Pacífico, el 0.93% eran de otras razas y el 1.44% pertenecían a dos o más razas. Del total de la población el 1.74% eran hispanos o latinos de cualquier raza.